# Pelidnota kucerai
Pelidnota kucerai är en skalbaggsart som beskrevs av Soula 2009. Pelidnota kucerai ingår i släktet Pelidnota och familjen Rutelidae. Inga underarter finns listade i Catalogue of Life.